# Республика Сара
«Республика Сара» (англ. The Republic of Sarah) — американский драматический телесериал, премьера которого состоялась 14 июня 2021 года и завершилась 6 сентября 2021 года на канале The CW.
2 сентября 2021 года канал закрыл сериал после первого сезона.

## Сюжет
Когда массивная жила колтана — невероятно ценного минерала — обнаруживается под городом Грейлок,  штат Нью-Гэмпшир, горнодобывающая компания готовится добывать минерал, который фактически уничтожит город. Сара Купер, «мятежная учительница средней школы» в Грейлоке, организует и возглавляет оппозицию. Однако происходит неожиданный результат, когда город становится отдельной нацией, отдельной от США. Таким образом, Сара и остальные жители города должны бороться за развитие своей страны.

## Актёры и персонажи

### Основный состав
- Стелла Бейкер — Сара Купер, учительница истории из Грейлока, штат Нью-Гэмпшир, которая спасает свой город от планов Lydon Industries по добыче полезных ископаемых. У нее есть чувства к Гроуверу, но она еще не проявила их.
- Люк Митчелл — Дэнни Купер, старший брат Сары, который работает юристом в Lydon Industries.
- Хоуп Лорен — Коринн Дирборн, лучшая подруга Сары и бывшая невеста Дэнни, у которой есть сын по имени Джош.
- Ниа Холлоуэй — Эми «Эй-Джей» Джонсон, подруга Сары которая всегда верна ее делу, и офицер полиции Грейлока. У нее тайный роман с бывшей женой мэра Алексис.
- Йен Дафф — Гровер Симс, лучший друг Сары, который работает в местной закусочной с испорченным прошлым. У него есть чувства к Саре, но он находится в противоречии из-за смерти жены за два года до этого.
- Форрест Гудлак — Тайлер Уэстербрук, вдумчивый и милый ученик Сары, который начинает встречаться с Беллой в пилотной серии.
- Лэндри Бендер —  Белла Уитмор, одна из учениц Сары и дочь бывшего мэра. Изначально соблюдавшая правила, она начинает выходить из своей скорлупы и начинает помогать Саре бороться за независимость, к большому неодобрению ее отца.
- Изабелла Альварес — Майя Хименес, девушка  изо всех сил пытающейся приспособиться к жизни в новом городе после того, как ее отправили жить со своим отцом-геем и самым молодым избранным членом Совета Грейлока.
- Меган Фоллоуз — Эллен Купер, алкоголичка и жестока мать Сары и Дэнни, бывший сенатор штата Нью-Гэмпшир.

### Второстепенный состав
- Ноам Дженкинс — Уильям Уитмор, бывший мэр Грейлока и отец Беллы.
- Никола Коррейя-Дамуд —  Алексис Уитмор, жена бывшего мэра и мачеха Беллы. У нее тайный роман с Эми «Эй-Джей» Джонсон.
- Сальваторе Антонио —  Луис Видалт, отец Майи и владелец местной закусочной.
- Этьен Келличи —  Джош Дирборн, сын Коринн
- Дон В. Шепард —  Винс, офицер полиции Грейлока.
- Райан Брюс —  Адам Дирборн, муж Корринн и отец Джоша.
- Дэниел ДиТомассо —  Уэстон, репортер который прибывает в Грейлок, штат Нью-Гэмпшир, чтобы вести хронику жизни и времен новой нации.
- Палома Нуньес —  Лиз Фернсби, избранный член Совета Грейлока.
- Ксандер Беркли — Пол Купер, раздельно проживающий отец Сары и Дэнни.

## Производство

### Разработка
Шоу изначально разрабатывалось CBS, был заказан пилотный проект, но сеть отказалась от шоу. 30 января 2020 года The CW объявили, что они заказали новый пилот для сериала, и что пилот будет состоять из совершенно нового состава. 12 мая 2020 года CW объявили, что они дали сериалу заказ на первый сезон состоящий из 13 серий.

### Кастинг
В феврале 2020 года сообщалось, что Стелла Бейкер сыграет главную роль в сериале. В следующем месяце к основному составу присоединились Люк Митчелл, Изабелла Альварес, Ниа Холлоуэй, Меган Фоллоуз, Хоуп Лорен, Лэндри Бендер , Ян Дафф и Форрест Гудлак. 15 января 2021 года Ксандер Беркли получил повторяющуюся роль. 25 марта 2021 года Даниэл ДиТомассо присоединился к актерскому составу на постоянной основе.

### Съёмки
Основные съемки пилотной серии изначально планировалось провести весной 2020 года, но были отложены из-за пандемии COVID-19.